# Teorie rozbitého okna

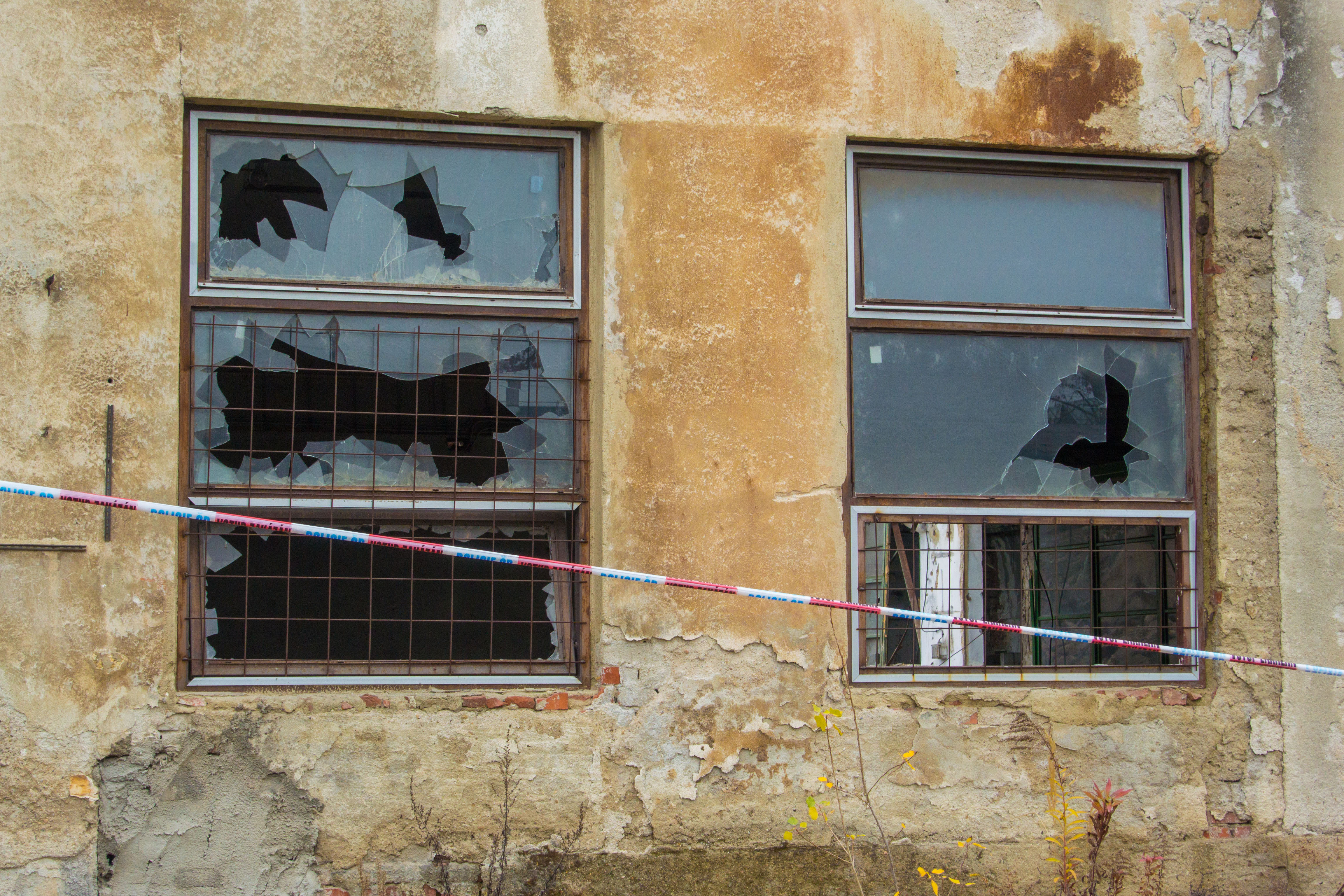
Rozbitá okna v průmyslovém areálu ZETOR, Brno

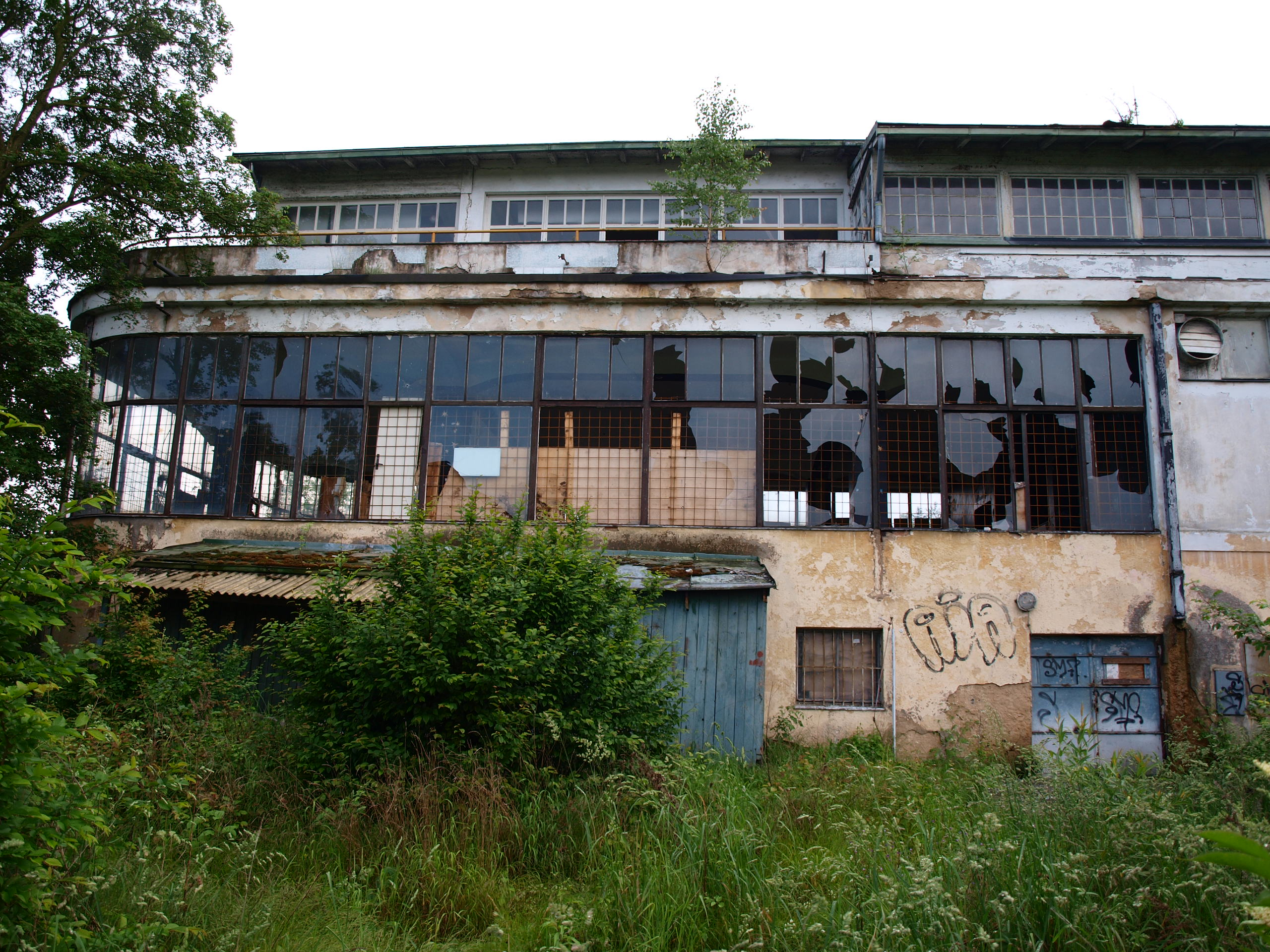
Dlouho chátrající Barrandovské terasy před rekonstrukcí (2014)

Podle teorie rozbitých oken (angl. Broken windows theory) může zanedbané prostředí, odpadky, posprejované zdi a rozbitá okna podporovat další protispolečenské jednání a drobnou i vážnější kriminalitu. V prostředí, o něž se zjevně nikdo nestará, ztrácejí lidé zábrany, které by jim v čistém a uklizeném prostředí bránily odhazovat odpadky nebo ničit cizí majetek. Mají totiž oprávněný pocit, že ve špinavém a zanedbaném prostředí si toho nikdo nevšimne, případně je to každému jedno. Tuto hypotézu poprvé publikovali politolog James Q. Wilson a kriminolog George Kelling roku 1982 v časopise The Athlantic Monthly a od té doby byla několikrát experimentálně ověřena, ale také kritizována.

## Experimenty
Americký sociální psycholog Philip Zimbardo už v roce 1969 zaparkoval dvě ojetá auta bez čísla a s pootevřenou kapotou, jedno v rušné a špatně udržované čtvrti Bronx (New York), druhé v klidné obytné čtvrti kalifornského Palo Alto. V Bronxu se už pár minut po odstavení na auto vrhla rodinka a odnesla baterii. Během 24 hodin zbyl z auta vrak s rozbitými okny, kde si děti hrály na lupiče. V Palo Alto se autu nic nestalo a po více než týdnu musel Zimbardo přijít a rozbít okna kladivem. Poté se přidali i obyvatelé.
Společenští vědci z univerzity v Groningenu provedli experiment, při němž na zaparkovaná jízdní kola připevnili reklamní plakáty. Na čistém a dobře udržovaném parkovišti lidé plakáty odnášeli do koše a jen 33 % je hodilo na zem, kdežto 69 % majitelů kol odstavených u posprejované zdi hodilo plakátek na zem. Jejich článek byl otištěn 2008 v prestižním vědeckém časopise Science.

## Teorie
Drobná kriminalita a protisociální jednání nejsou ovšem jevy monokauzální, kde by se dal prokázat jednoduchý kauzální vztah mezi příčinou a důsledkem. Experimenty se také obtížně objektivizují a opakují, takže řada badatelů význam odstraňování „rozbitých oken“ pro omezování kriminality zpochybňuje. Pokud tu však nějaký vliv je, jak ukazují zmíněné experimenty, může mít trojí důvod:
1. konformitu se společenskými normami, potřebu člověka, spolehnout se na jednání druhých i naopak;
2. prezence nebo absence pravidelného dohledu a monitorování veřejných prostor;
3. sociální signalizace, kdy samo prostředí člověku dává najevo, co je v něm možné a co není.

## Aplikace
Autoři teorie doporučují
- zlepšovat prostředí k životu v problémových oblastech: zasklít a umýt okna, uklízet parky, chodníky a průchody, odstraňovat grafitti atd.
- zajistit pravidelný dohled a kontrolu, včetně například kontroly černých pasažérů;
- podporovat důvěru občanů navzájem i vůči policii;
- posilovat zájem občanů o stav veřejných i opuštěných prostorů.